# Анкос-ле-Терм
Анко́с-ле-Терм (фр. Encausse-les-Thermes, окс. En Causse) — коммуна во Франции, находится в регионе Юг — Пиренеи. Департамент — Верхняя Гаронна. Входит в состав кантона Аспе. Округ коммуны — Сен-Годенс.
Код INSEE коммуны — 31167.

## География

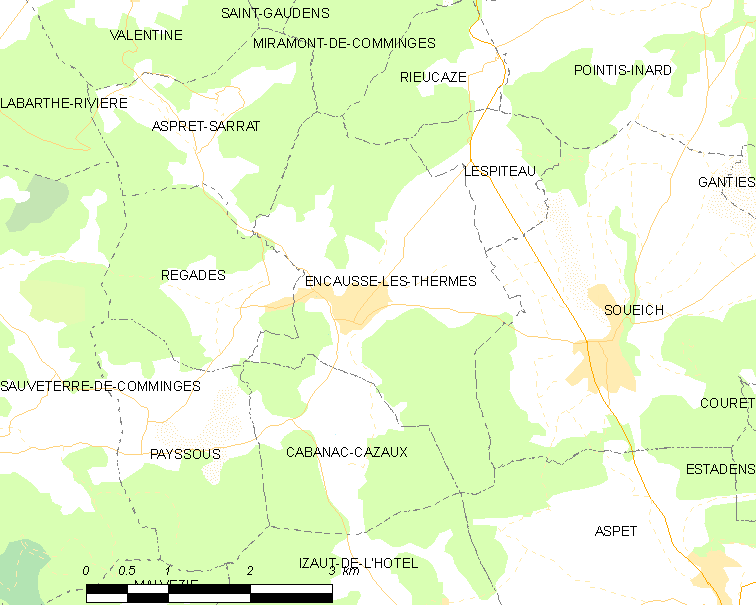
Карта коммуны

Коммуна расположена приблизительно в 660 км к югу от Парижа, в 85 км к юго-западу от Тулузы.
По территории коммуны протекает река Жоб. Около половины территории коммуны занимают леса.

## Климат
Климат умеренно-океанический. Зима мягкая и снежная, весна характеризуется сильными дождями и грозами, лето сухое и жаркое, осень солнечная. Преобладают сильные юго-восточные и северо-западные ветры.

## Население
Население коммуны на 2010 год составляло 659 человек.
| 1962 | 1968 | 1975 | 1982 | 1990 | 1999 | 2010 |
| ---- | ---- | ---- | ---- | ---- | ---- | ---- |
| 420  | 546  | 548  | 523  | 560  | 590  | 659  |

## Администрация
| Период | Период | Фамилия        | Партия                  | Примечания |
| ------ | ------ | -------------- | ----------------------- | ---------- |
| 2001   | 2008   | Жан-Луи Лаба   | Социалистическая партия |            |
| 2008   | 2020   | Жоэль Авиранье | Социалистическая партия |            |

## Экономика
В 2010 году среди 401 человека трудоспособного возраста (15—64 лет) 273 были экономически активными, 128 — неактивными (показатель активности — 68,1 %, в 1999 году было 67,7 %). Из 273 активных жителей работали 253 человека (133 мужчины и 120 женщин), безработных было 20 (13 мужчин и 7 женщин). Среди 128 неактивных 30 человек были учениками или студентами, 52 — пенсионерами, 46 были неактивными по другим причинам.

## Достопримечательности
- Бывшая водолечебница (1882 год). Исторический памятник с 2005 года[4]
- Церковь Нотр-Дам

## Фотогалерея

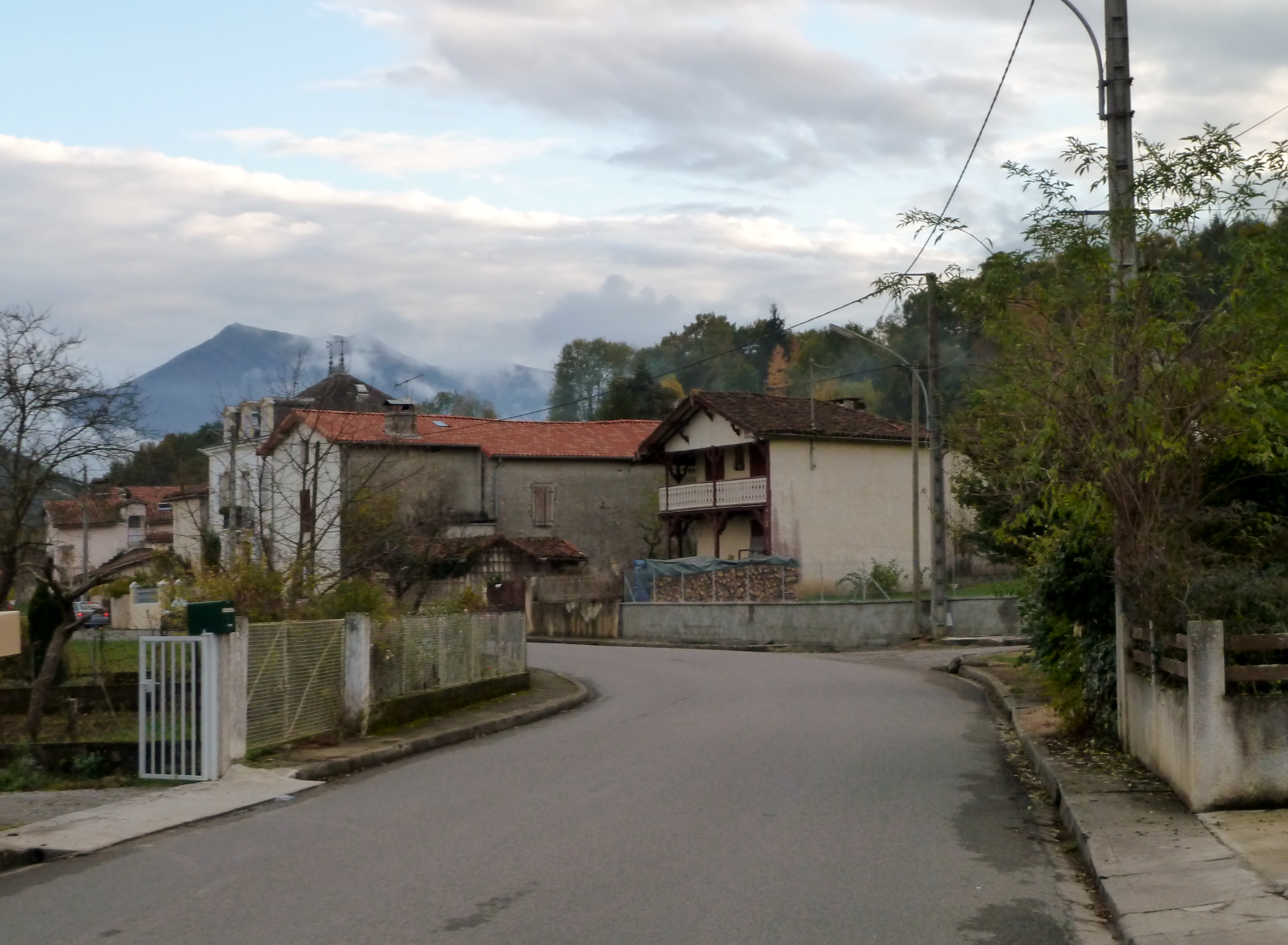
Анкос-ле-Терм
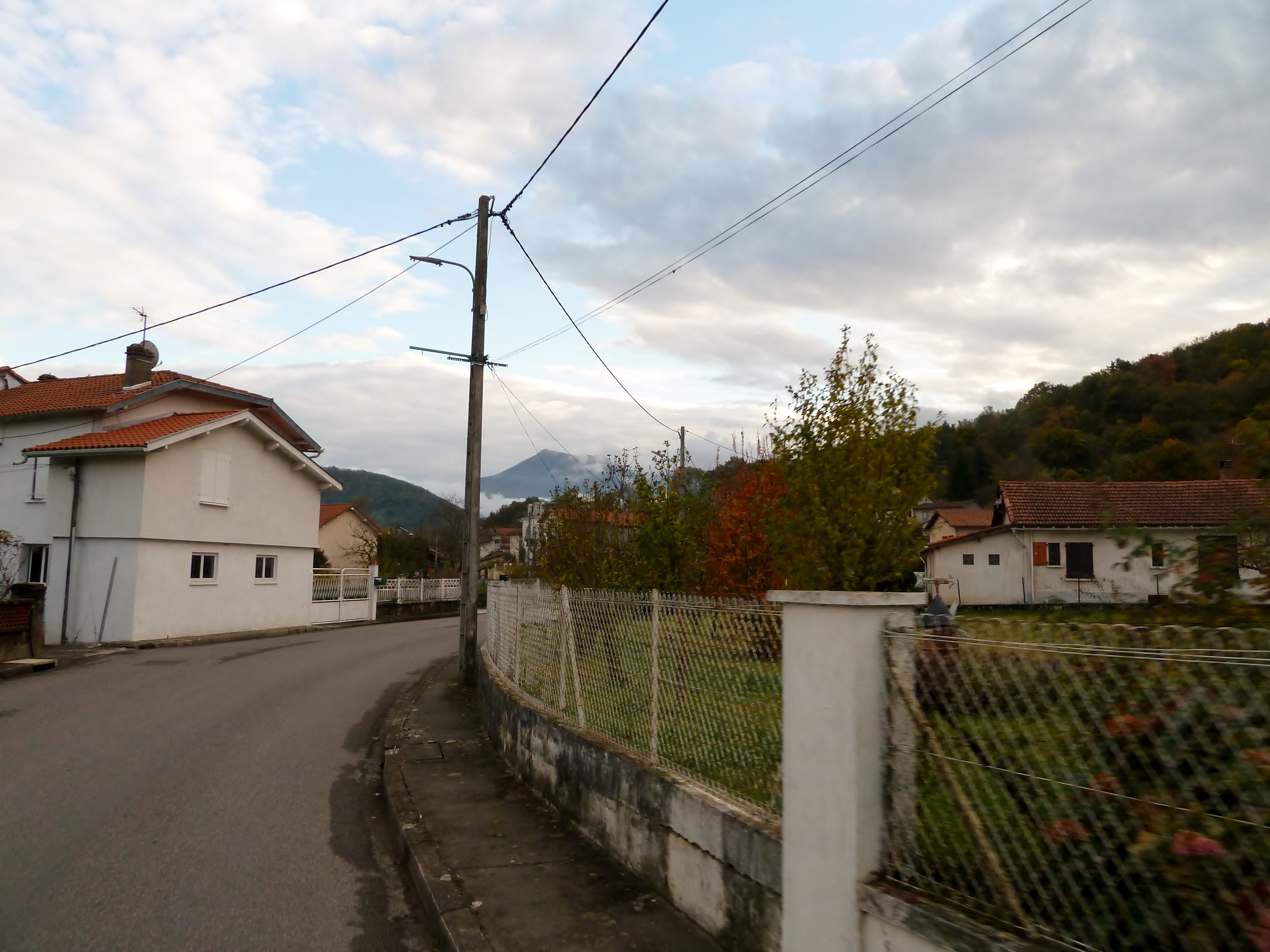
Анкос-ле-Терм
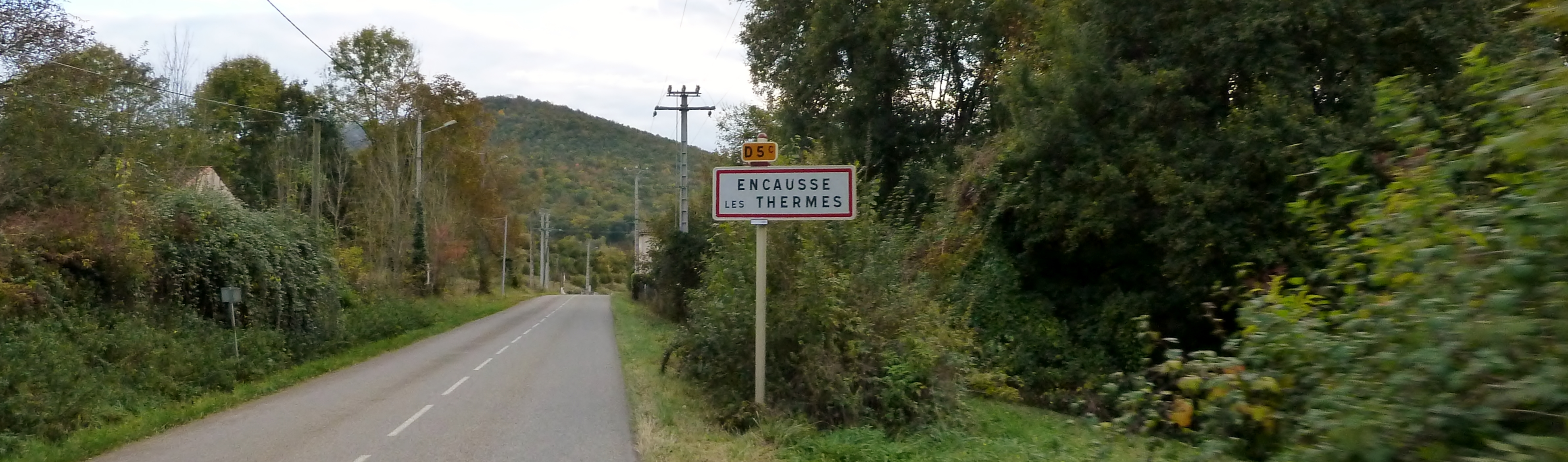
Въезд в Анкос-ле-Терм
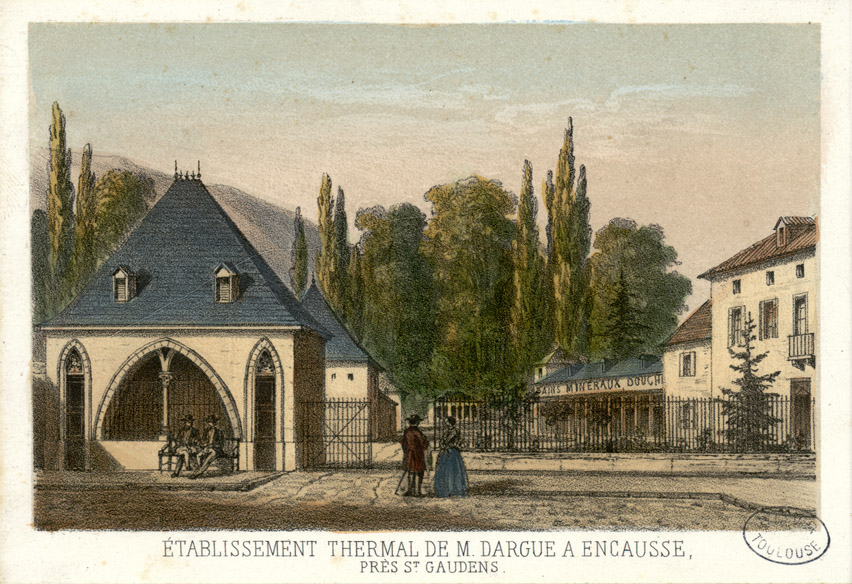
Бывшая водолечебница